# Budynek Poradni Zdrowia Psychicznego w Toruniu
Budynek Poradni Zdrowia Psychicznego w Toruniu – budynek przychodni, wchodzący w skład Wojewódzkiego Szpitala Zespolonego im. L. Rydygiera w Toruniu, znajdujący się przy ul. Adama Mickiewicza 24/26.
W 1949 roku władze nowo powstałego Uniwersytetu wynajęły w budynku lokal na potrzeby Katedry Neurofizjologii i Fizjologii Zwierząt, którą w 1969 roku przekształcono w Zakład Fizjologii Zwierząt. W 1973 roku zakład ten przeniesiono do nowego budynku na terenie kampusu akademickiego. 
W 2014 roku budynek zmodernizowano.
Budynek przy Mickiewicza 26 znajduje się w gminnej ewidencji zabytków (nr 940).